# Santosh (Film)
Santosh ist ein Thriller und das Spielfilmdebüt von Sandhya Suri. Der Film mit Shahana Goswami in der Titelrolle erzählt die Geschichte einer Frau, deren Ehemann, ein Polizist, auf tragische Weise bei der Arbeit ums Leben kommt. Im Rahmen einer von der Regierung geförderten Initiative „erbt“ sie seinen Posten und wird ihrerseits Polizistin in einer überwiegend männlichen Polizeistation im ländlichen Nordindien. Santosh ist eine Koproduktion vom Vereinigten Königreich, Deutschland, Indien und Frankreich und feierte im Mai 2024 bei den Internationalen Filmfestspielen in Cannes seine Premiere. Santosh wurde vom Vereinigten Königreich als Beitrag für die Oscarverleihung 2025 als bester Internationaler Film eingereicht.

## Handlung
Als sie gerade einmal 28 Jahre alt ist, verliert Santosh Saini im Jahr 2018 bei einem Aufruhr ihren Ehemann. Er war Polizist und kam im Dienst ums Leben. Im Rahmen einer von der Regierung geförderten Initiative wird ihr sein Posten bei der Provinzpolizei vererbt. Die erfahrene Polizistin Sharma nimmt sie unter ihre Fittiche. Gemeinsam beginnen sie, im Mordfall eines Mädchens aus einer unteren Kaste zu ermitteln, wobei Santosh mit der harten Realität patriarchaler Machtstrukturen konfrontiert wird, in der Korruption und Willkür, aber auch das angstvolle Schweigen der Opferfamilien an der Tagesordnung sind.

## Produktion
Regie führte Sandhya Suri, die auch das Drehbuch schrieb. Es handelt sich bei Santosh, nach den Dokumentarfilmen I for India von 2005 und Around India with a Movie Camera von 2018 um ihren dritten Langfilm und ihren ersten Spielfilm. I for India war 2005 beim Sundance Film Festival für den Grand Jury Prize nominiert, ihr Kurzfilm The Field von 2018 im Rahmen der BAFTA.

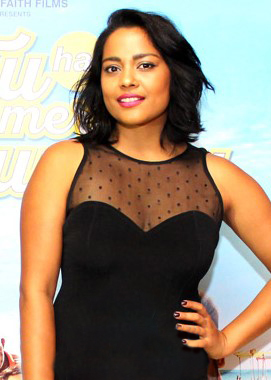
Shahana Goswami spielt in der Titelrolle Santosh Saini

Shahana Goswami spielt in der Titelrolle die junge Witwe Santosh Saini. Sunita Rajwar spielt die erfahrene Polizistin Sharma, die sie bei der Provinzpolizei unter ihre Fittiche nimmt.
Der Film wurde mit einer Aide aux Cinémas du Monde vom Institut français und vom British Film Institute gefördert.
Die Aufnahmen entstanden an 44 Drehtagen in Lucknow, der Hauptstadt des Bundesstaates Uttar Pradesh in Indien. Der niederländische Kameramann Lennert Hillege war zuvor für Filme wie Die Schlacht um die Schelde von Matthijs van Heijningen Jr. und Occupied City von Steve McQueen tätig.
Die Filmmusik steuerte Luisa Gerstein bei, ein Mitglied und Sängerin der Rockband Landshapes.
Die Premiere von Santosh erfolgte am 20. Mai 2024 bei den Internationalen Filmfestspielen in Cannes, wo der Film in der Sektion Un Certain Regard gezeigt wurde. Ab Ende Juni 2024 wurde er beim Internationalen Filmfestival Karlovy Vary vorgestellt. Der Kinostart in Frankreich war am 17. Juli 2024. Anfang September 2024 wurde er beim Toronto International Film Festival gezeigt und Anfang Oktober 2024 beim Rio de Janeiro International Film Festival. Hiernach erfolgten Vorstellungen beim London Film Festival, beim Philadelphia International Film Festival und beim Chicago International Film Festival. Ende Oktober 2024 wurde er beim Mumbai Film Festival erstmals in Indien gezeigt. Anfang November 2024 wurde Santosh beim Denver Film Festival gezeigt und hiernach beim Internationalen Filmfestival Mannheim-Heidelberg. Am 27. Dezember 2024 kam der Film in ausgewählte US-Kinos. Ende Januar, Anfang Februar 2025 wird Santosh beim Göteborg International Film Festival vorgestellt.

## Rezeption

### Kritiken
Von den bei Rotten Tomatoes aufgeführten Kritiken sind alle positiv bei einer durchschnittlichen Bewertung mit 7,7 von 10 möglichen Punkten. Bei Metacritic erhielt der Film einen Metascore von 76 von 100 möglichen Punkten.

### Auszeichnungen
Santosh wurde vom Vereinigten Königreich als Beitrag für die Oscarverleihung 2025 als bester Internationaler Film eingereicht und später in eine 15 Titel umfassende Shortlist dieser Kategorie aufgenommen. Im Folgenden eine Auswahl von Nominierungen und Auszeichnungen.
British Academy Film Awards 2025
- Nominierung für die Beste Nachwuchsleistung (Sandhya Suri, James Bowsher und Balthazar de Ganay)[8]

British Independent Film Awards 2024
- Nominierung als Bester britischer Independentfilm (Sandhya Suri, Mike Goodridge, James Bowsher, Balthazar de Ganay und Alan McAlex)
- Auszeichnung für das Beste Drehbuch (Sandhya Suri)
- Nominierung für das Beste Debütdrehbuch (Sandhya Suri)
- Auszeichnung als Beste Nachwuchsproduzenten (Balthazar de Ganay und James Bowsher)[9][10]

Camerimage 2024
- Auszeichnung mit dem Goldenen Frosch im Directors’ Debuts Competition (Sandhya Suri)[11]

Dublin International Film Festival 2025
- Auszeichnung als Beste Schauspielerin (Shahana Goswami)[12]

Internationale Filmfestspiele von Cannes 2024
- Nominierung für den Un Certain Regard Award (Sandhya Suri)

Jerusalem Film Festival 2024
- Auszeichnung als Bester internationaler Debütfilm mit dem Award for International Cinema (Sandhya Suri)[13]

London Film Festival 2024
- Nominierung für den Sutherland Award im First Feature Competition (Sandhya Suri)[14]

National Board of Review Awards 2024
- Aufnahme in die Top 5 der internationalen Filme[15]